# 81971 Turonclavere
81971 Turonclavere è un asteroide della fascia principale. Scoperto nel 2000, presenta un'orbita caratterizzata da un semiasse maggiore pari a 3,1303756 UA e da un'eccentricità di 0,1292489, inclinata di 16,85631° rispetto all'eclittica.
L'asteroide è dedicato all'astrofila francese Marie-Helene Turon Clavere.